# Caracas
Caracas ([kaˈɾakas]; nome ufficiale Santiago de León de Caracas) è la capitale del Venezuela.
Si trova nella zona centro-settentrionale del Paese, a 12 chilometri dal Mare Caraibico, dal quale è separata dal parco nazionale Waraira Repano. Il fiume Guaire attraversa la città da ovest ad est. A causa dell'orografia movimentata del territorio, la sua altitudine varia dagli 870 ai 1.043 metri sul livello del mare, con 900 metri nel centro storico.
L'area metropolitana ha riscontro nel distretto metropolitano di Caracas, un'entità amministrativa che comprende cinque comuni, estendendosi tra due Stati federati del Venezuela: il Distretto Capitale (comune di Libertador, con 1.943.901 abitanti nel 2011) e lo Stato Miranda (comuni di Chacao, Baruta, El Hatillo e Sucre). L'area metropolitana ha una popolazione di 7.242.000 abitanti (2011).
Caracas è la più settentrionale delle capitali del Sudamerica ed è uno dei suoi centri culturali ed economico-finanziari di maggiore importanza.

## Geografia fisica

### Territorio
Caracas si trova interamente all'interno di una valle del sistema della Cordigliera della costa venezuelana, separata dal litorale centrale dai circa 15 km del parco nazionale Waraira Repano (chiamatosi Parque nacional El Ávila fino al 2011), una formazione montuosa ricca di flora e fauna che funge da polmone verde della città.
La valle è relativamente piccola ed abbastanza irregolare, l'altitudine rispetto al livello del mare varia da un punto all'altro della città, tra gli 870 ed i 1.043 metri, con 900 m nel centro storico. Questo, insieme alla rapida crescita demografica, ha influito fortemente sullo sviluppo urbano della città (si veda la sezione "urbanistica"). Il punto più alto del distretto Capitale è il Pico del Ávila, con 2.159 metri sul livello del mare.
La città è attraversata dal fiume Guaire, che è alimentato dagli affluenti El Valle e San Pedro. Oltre a numerosi ruscelli che scendono dall'Avila, si trova anche il Bacino la Mariposa, ai confini sud della città, che rifornisce d'acqua a alcune zone di Caracas, sebbene la maggior parte delle risorse idriche siano prelevate dal fiume Guárico, nel bacino di Camatagua, che si trova nella località omonima situata nello stato di Aragua.

### Clima
Il clima di Caracas è di tipo tropicale de sabana montagnoso, con precipitazioni che variano dai 900 ai 1300 mm annuali, in città, fino ai 2000 mm in alcune parti della Cordigliera; la temperatura media annuale è di circa 27 °C; la media del mese più freddo (gennaio) è di 21 °C e la media del mese più caldo (maggio) è di 32,8 °C: da ciò risulta una escursione termica annuale scarsa, di solo 3,8 °C. L'escursione termica giornaliera è invece molto maggiore, (più di 10 °C), con temperature massime, di giorno, quasi sempre superiori ai 30 °C e che poche volte scendono sotto i 25 °C. Nei mesi di dicembre e gennaio appaiono abbondanti nebbie, oltre a un repentino calo delle temperature notturne, che arrivano a scendere fino a i 12 °C. Inoltre, le temperature notturne, in qualsiasi epoca dell'anno, non superano i 20 °C, cosa che rende le notti di Caracas particolarmente piacevoli.
A Caracas possono presentarsi, anche se in occasioni sporadiche, tormente di grandine, mentre le tormente elettriche sono molto frequenti, specialmente tra giugno e ottobre, per la sua condizione di valle chiusa e per l'azione orografica dell'Ávila.
| Caracas                      | Mesi  | Mesi  | Mesi  | Mesi  | Mesi  | Mesi  | Mesi  | Mesi  | Mesi  | Mesi  | Mesi  | Mesi  | Stagioni | Stagioni | Stagioni | Stagioni | Anno    |
| Caracas                      | Gen   | Feb   | Mar   | Apr   | Mag   | Giu   | Lug   | Ago   | Set   | Ott   | Nov   | Dic   | Inv      | Pri      | Est      | Aut      | Anno    |
| ---------------------------- | ----- | ----- | ----- | ----- | ----- | ----- | ----- | ----- | ----- | ----- | ----- | ----- | -------- | -------- | -------- | -------- | ------- |
| T. max. media (°C)           | 25,5  | 26,4  | 27,8  | 28,3  | 27,6  | 26,0  | 25,5  | 27,3  | 27,7  | 27,2  | 26,6  | 25,5  | 25,8     | 27,9     | 26,3     | 27,2     | 26,8    |
| T. media (°C)                | 19,6  | 19,7  | 20,2  | 21,2  | 22,0  | 22,0  | 21,7  | 21,9  | 21,9  | 21,8  | 21,3  | 20,2  | 19,8     | 21,1     | 21,9     | 21,7     | 21,1    |
| T. min. media (°C)           | 14,8  | 15,0  | 16,0  | 17,1  | 18,2  | 18,1  | 17,4  | 17,4  | 18,3  | 17,3  | 16,7  | 15,9  | 15,2     | 17,1     | 17,6     | 17,4     | 16,9    |
| Precipitazioni (mm)          | 15    | 13    | 11    | 59    | 82    | 134   | 118   | 124   | 115   | 126   | 73    | 41    | 69       | 152      | 376      | 314      | 911     |
| Giorni di pioggia            | 6     | 4     | 3     | 7     | 13    | 19    | 19    | 18    | 15    | 15    | 13    | 10    | 20       | 23       | 56       | 43       | 142     |
| Ore di soleggiamento mensili | 229,4 | 217,5 | 235,6 | 183,0 | 182,9 | 183,0 | 210,8 | 217,0 | 213,0 | 210,8 | 210,0 | 213,9 | 660,8    | 601,5    | 610,8    | 633,8    | 2 506,9 |

## Origini del nome
Sono varie le teorie a proposito dell'origine del nome di Santiago de León de Caracas. La più generalizzata è quella che dice che la città porta il nome Santiago in onore a Santiago el Mayor (chiamato Giacomo il Maggiore in italiano), apostolo e santo patrono di Spagna, al quale si raccomandavano le missioni colonizzatrici; León, in onore al cognome del governatore della provincia all'epoca, Ponce de León; e Caracas per gli indigeni che popolavano la provincia al momento della fondazione. Un'altra ipotesi (che ha assunto maggiore rilevanza) ritiene che il nome "Caracas" derivi da un fiore che gli indigeni chiamavano caraca e che abbondava nella valle dove oggi si trova la città. Questo fiore era in realtà un tipo di erba, chiamata anche, localmente, "pira"; è il conosciuto amaranto, che ha un grande valore nutrizionale per il suo alto contenuto di proteine.

## Storia

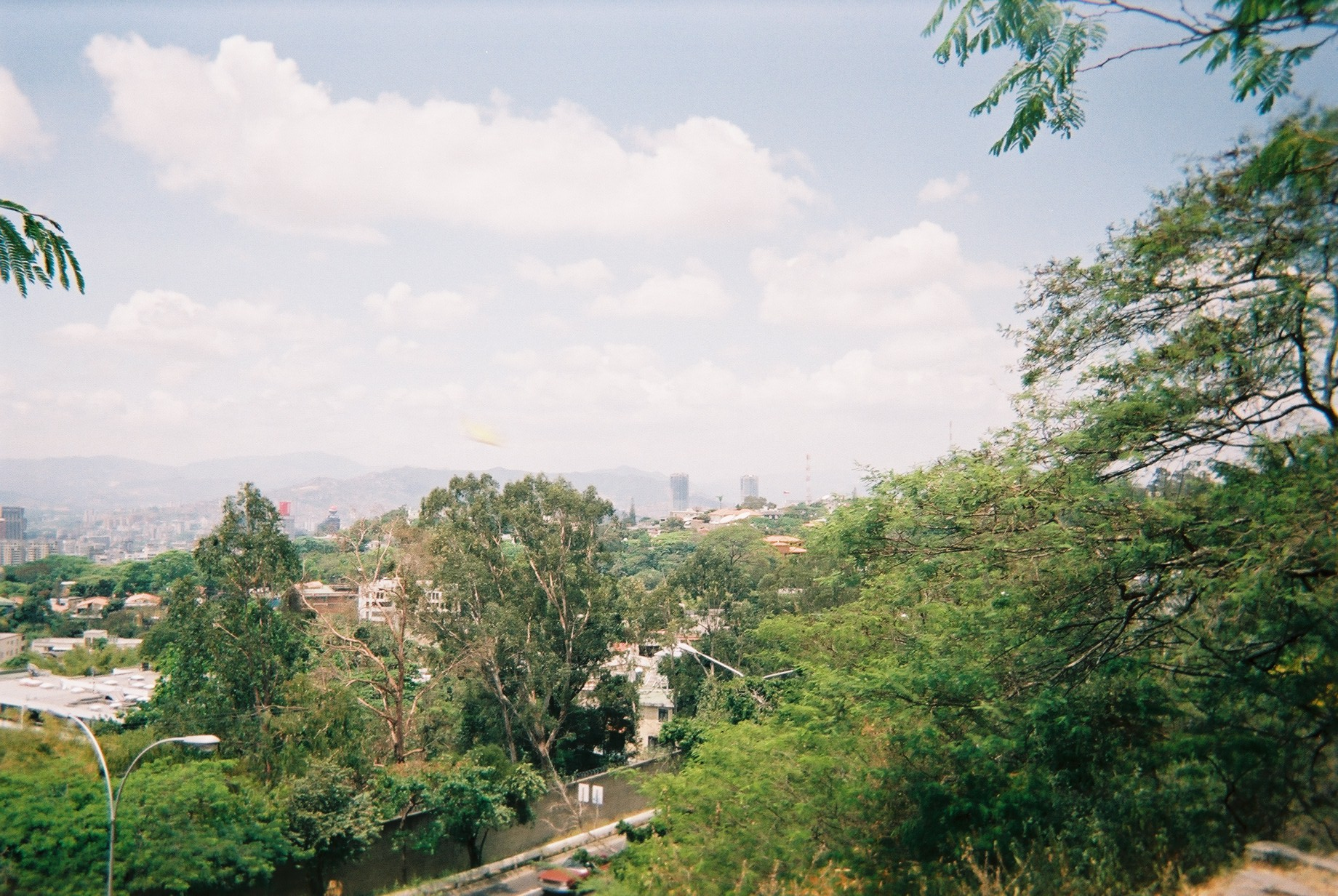
Panorama su Caracas

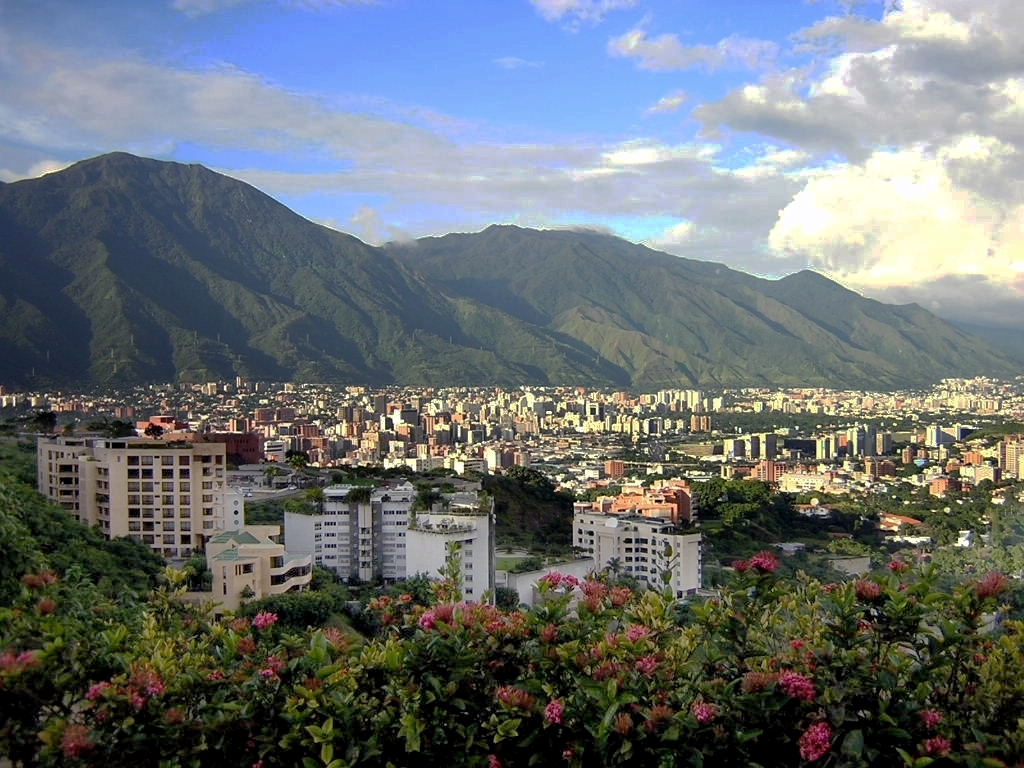
La parte orientale della città e, sullo sfondo, l'Avila

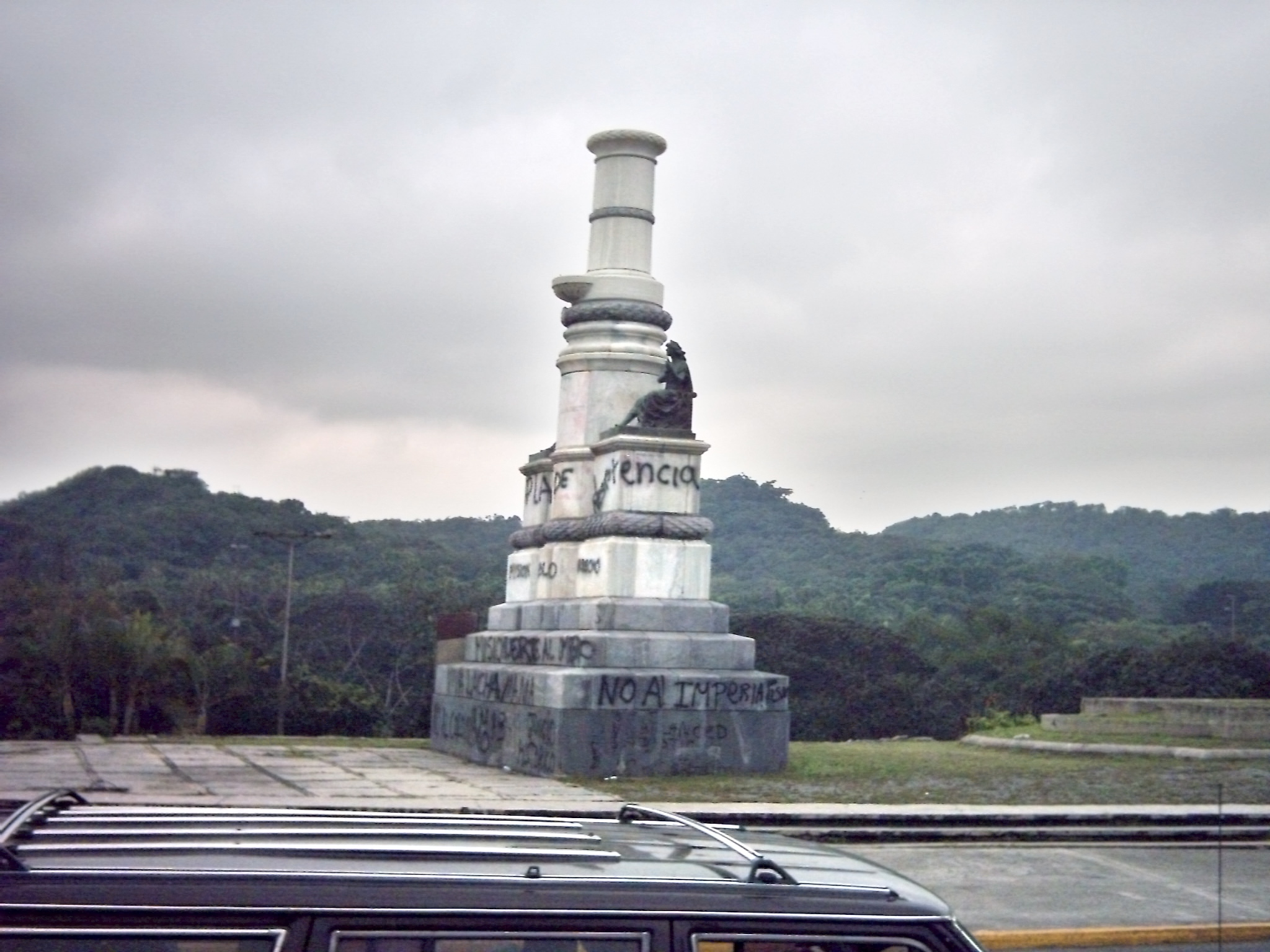
Questa base vuota, reggeva la statua di Cristoforo Colombo, rimossa su disposizione del Presidente Hugo Chávez

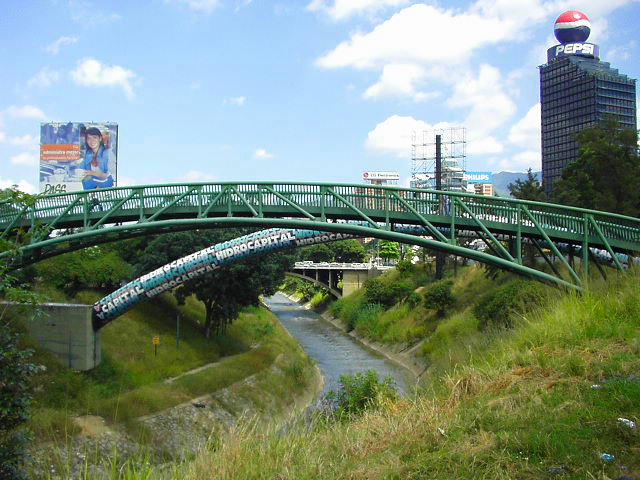
Il fiume Guaire all'altezza di Plaza Venezuela

Caracas è stata fondata nel 1567 da Diego de Losada, esploratore spagnolo nato nei pressi di Zamora; il nome iniziale era Santiago de León de Caracas, in cui il termine Caracas deriva dal nome della popolazione indigena che abitava la valle.
La città è nota per essere il luogo natale di Simón Bolívar. Ora la casa dove il Libertador ha visto la luce è un museo. Ha dato i natali anche ad un altro importante rivoluzionario sudamericano, il generale Francisco de Miranda.
In età coloniale e per tutto l'Ottocento, l'importanza di Caracas, in ambito latinoamericano, fu piuttosto limitata e la stessa città si presentava come un sonnolento centro amministrativo di poche decine di migliaia di abitanti.
Il 26 marzo 1812 la città fu semidistrutta da un violento terremoto.
Ancora nell'anno 1900 la città aveva una popolazione di appena 72.000 abitanti, in stridente contrasto con i circa 1.020.000 di Buenos Aires o i 700.000 abitanti di Rio de Janeiro.
Nel corso del Novecento Caracas si è andata gradualmente imponendo come uno dei grandi centri economici dell'America Latina, grazie anche allo sviluppo dell'industria petrolifera in Venezuela. Di pari passo è seguita un'espansione urbana che, soprattutto a partire dagli anni quaranta dello stesso secolo, è divenuta tumultuosa. La città è passata così dai 269.000 abitanti del 1940 ai quasi 5.500.000 del 2007, moltiplicando per venti la propria popolazione in meno di settant'anni.

## Monumenti e luoghi d'interesse

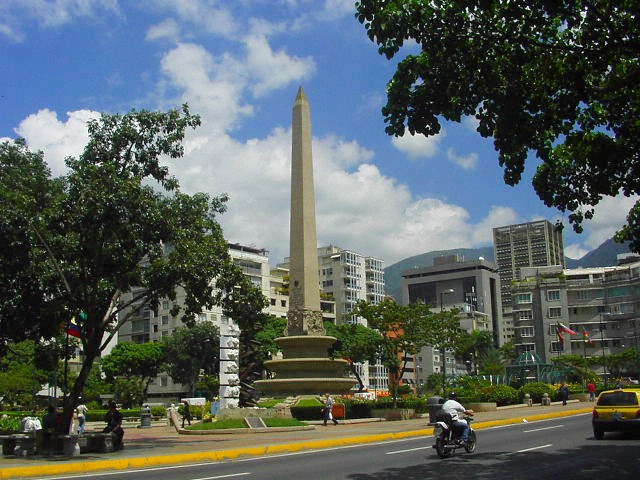
Plaza Francia de Altamira

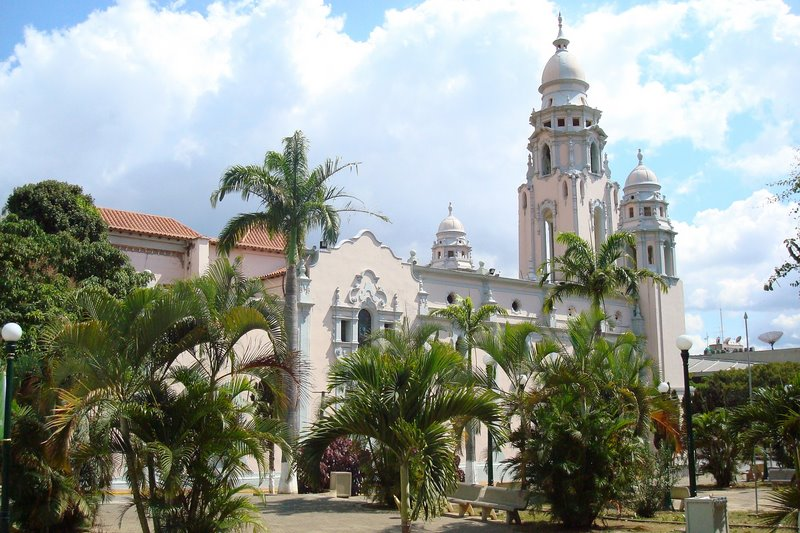
Fiancate del Pantheon Nazionale.

### Edifici religiosi

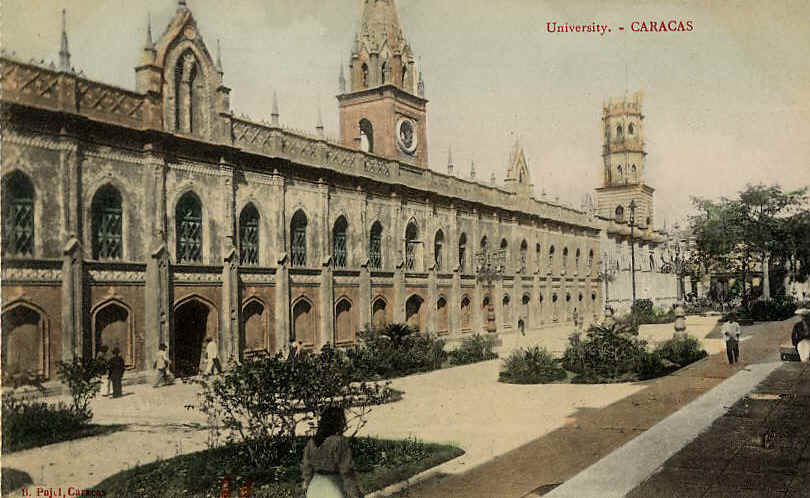
Il Convento di San Francisco negli anni '50

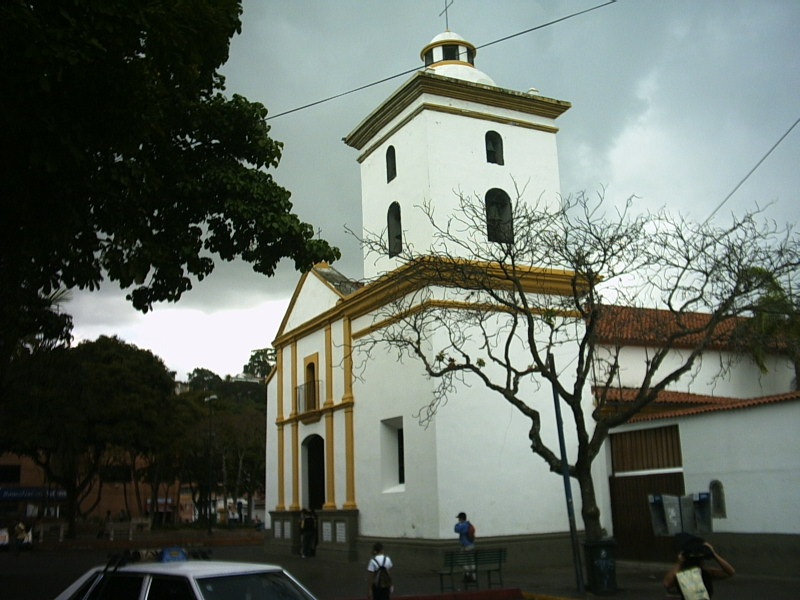
Chiesa Nuestra Señora del Rosario

Nella città ci sono decine di chiese. Alcune delle più importanti architetture religiose della città sono:
Cattedrale di CaracasÈ la prima chiesa costruita a Caracas, fu edificata nel 1567 e dedicata a sant'Anna. È la unica chiesa della città di Caracas che ha mantenuto inalterata la sua facciata coloniale.
Attualmente, nella torre esiste un orologio che, oltre a normali scampanate, può suonare varie canzoni, tra cui l'inno nazionale.
Nella Cattedrale fu battezzato Simón Bolívar il 30 luglio del 1783.
Basilica di Santa Teresastruttura di stile neoclassico costituita da due chiese, al lato Est Santa Ana e al lato Ovest Santa Teresa. Le due parti sono unite dall'importante altare maggiore. Dentro la Basilica si trova l'immagine più venerata durante la Pasqua, il "Nazareno de San Pablo", che ha il nome del primo tempio dove fu trovata, e alla quale si attribuiscono numerosi miracoli.
Basilica minore della Santa CapillaChiesa di stile gotico, fatta a immagine della "Saint Chapelle" di Parigi.
Chiesa de San FranciscoIn questa chiesa, è stato consegnato a Bolívar il titolo di Libertador. Questo tempio è una delle massime rappresentazioni dell'arte barocca latinoamericana in Venezuela, e ospita al suo interno un retablo che costituisce il pezzo meglio conservato dell'arte coloniale venezuelana.
Chiesa di Nuestra Señora de CoromotoUna delle più importanti e graziose chiese della capitale; è il tempio dedicato alla patrona del Venezuela. Nell'interno dell'edificio sono presenti sculture e opere d'arte.

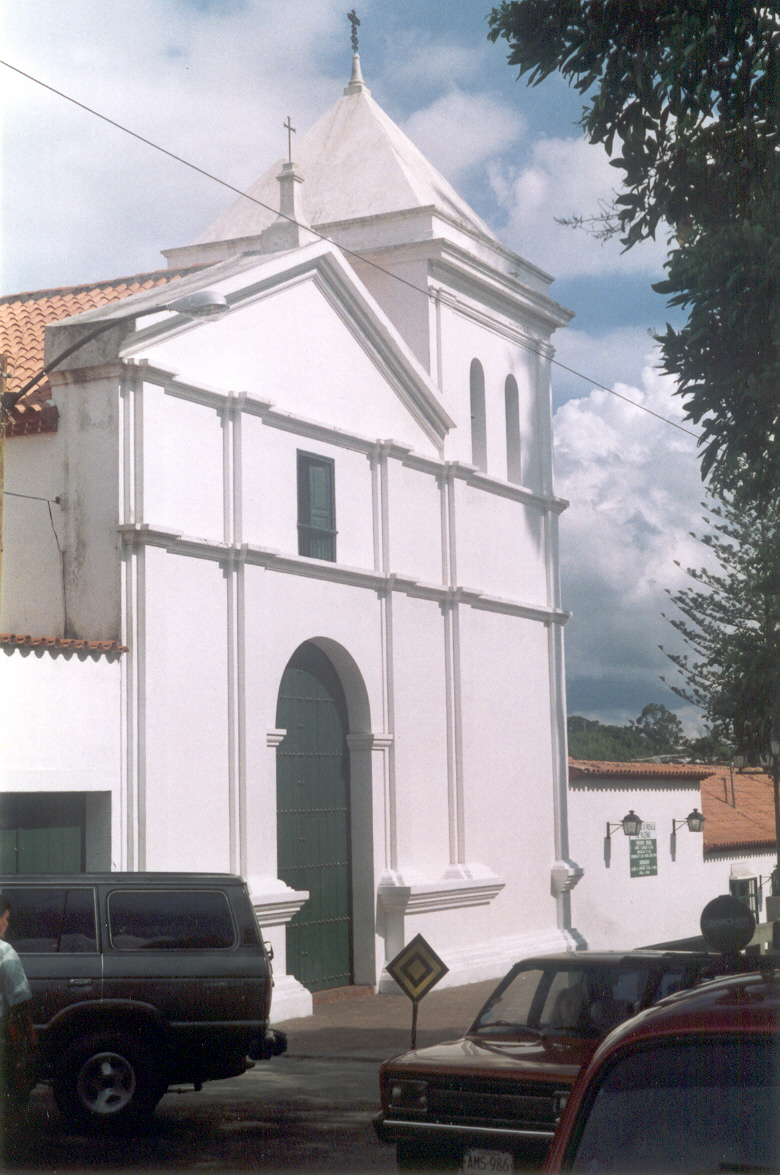
Chiesa Santa Rosalía di Palermo di El Hatillo

Chiesa del Dulce Nombre de Jesús
Chiesa di San Juan Bosco
Chiesa di San José de Chacao
Chiesa de la Inmaculada Concepcion
Chiesa Santa Rosalía di Palermo
Chiesa di Nuestra Señora del Rosario
Chiesa di Nuestra Señora de Pompei
Chiesa di Nuestra Señora del Carmen
Chiesa di Nuestra Señora de Curucay
Chiesa di Nuestra Señora de Lourdes
Chiesa di Nuestra Señora de la Chiquinquirá
Chiesa Nuestra Señora de las Mercedes
Moschea Ibrahim Al-IbrahimQuesto edificio fu iniziato nel 1989, con lo scopo di offrire alla popolazione maomettana di Caracas un luogo dove tenere i riti della propria religione.
Palazzo vescovile (Palacio Arzobispal)è un edificio che fa da residenza per l'arcivescovo e i vescovi ausiliari.

### Edifici storici e monumenti

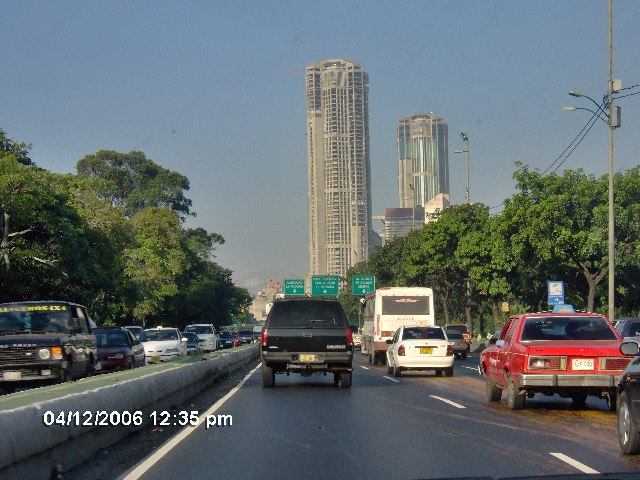
Le torri del Parque Central dall'autostrada Francisco Fajardo

Casa Natale di Simón Bolívarla casa coloniale dove è nato il Libertador della patria nel 1783. Nelle sue stanze si incontrano oggetti dell'epoca della vita del Libertador e dipinti del maestro Tito Salas che ritraggono momenti della vita di Bolivar.
Museo bolivarianoSi trova accanto alla Casa Natale di Simón Bolivar. Vi si trovano esposti i suoi oggetti personali
Museo de Bellas Artes de Caracas
Pantheon NazionaleÈ il mausoleo della patria, dove riposano le spoglie del Libertador Simón Bolívar e di altri 140 eroi nazionali e persone importanti per la storia del Venezuela.
Palazzo di MirafloresÈ l'edificio sede dell'ufficio del Presidente della Repubblica, fu costruito dal Generale Joaquín Crespo alla fine del XIX secolo. Rappresentò la mansione più lussuosa, elegante e costosa dell'epoca.
Residenza Presidenziale La Casonaè un moderno palazzo utilizzato come residenza dai presidenti del Venezuela.
Palazzo Municipaleè un delizioso palazzo coloniale, costruito nel XV secolo, dove risiede attualmente l'ufficio del sindaco di Caracas.
Palazzo Federale LegislativoIl famoso Campidoglio nazionale è un edificio di stile neoclassico, con una cupola ellittica ricoperta d'oro.
Casa Amarilla (La casa gialla)è un'imponente struttura neoclassica del XVII secolo. Fu originariamente sede della Capitaneria Generale e Prigione Reale; attualmente è sede del Ministero degli Affari Esteri.

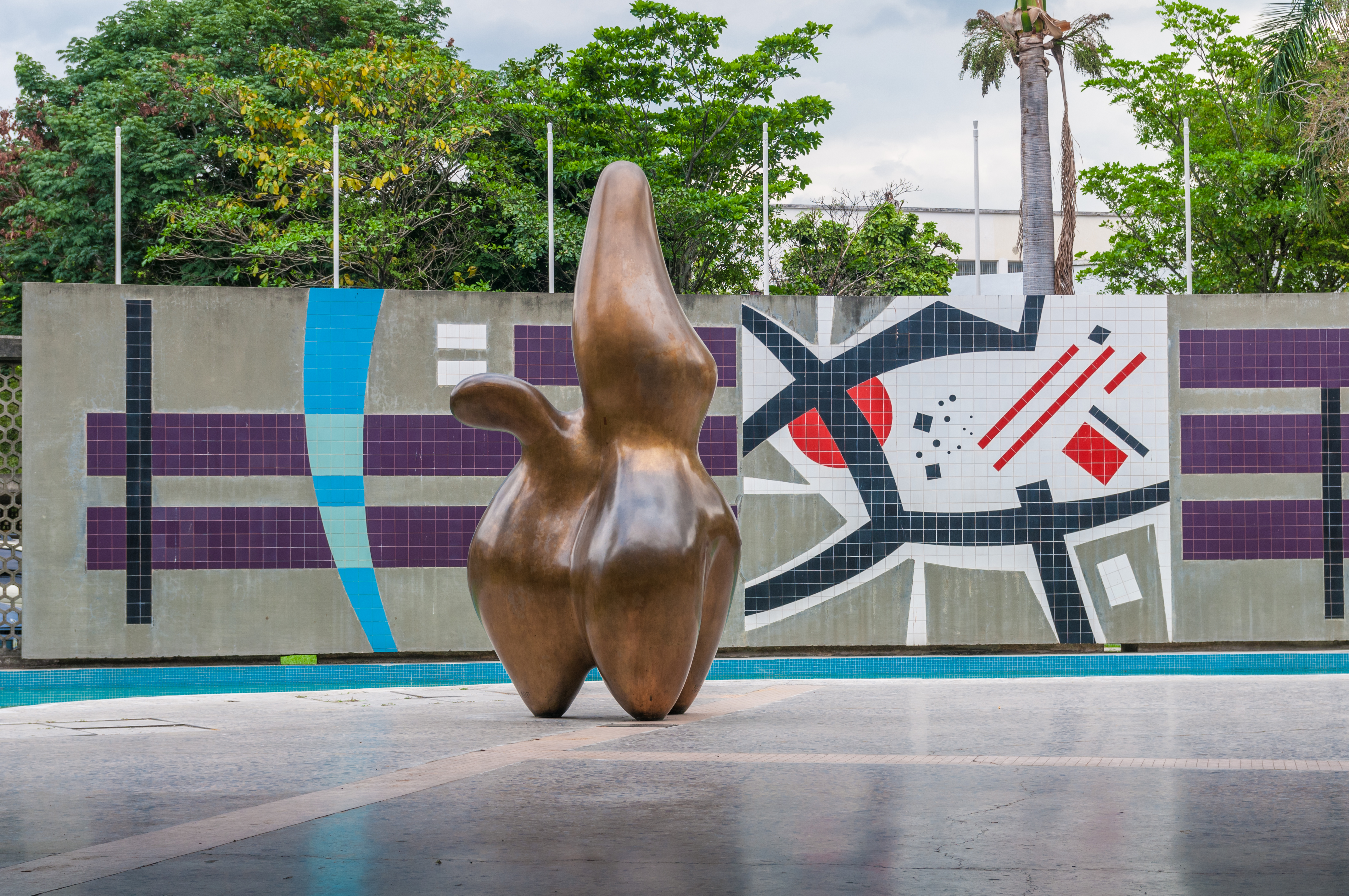
Scultura e murales di Hans Arp e Mateo Manaure nella Città Universitaria

Città Universitaria di Caracasè il campus principale della Universidad Central de Venezuela, fu dichiarata Patrimonio dell'umanità dall'UNESCO nel 2000.
Torri del Parque CentralSono due torri gemelle ubicate al centro della città. Vantano il titolo di grattacieli più alti del Sudamerica e di seconde più alte dell'America Latina.
Centro Financiero ConfinanzasGrattacielo (il terzo più alto dell'America Latina) che ospita il centro finanziario di Caracas. La costruzione dell'edificio non è ancora stata ultimata per mancanza di fondi da parte del governo, che possiede il grattacielo dal 1994.

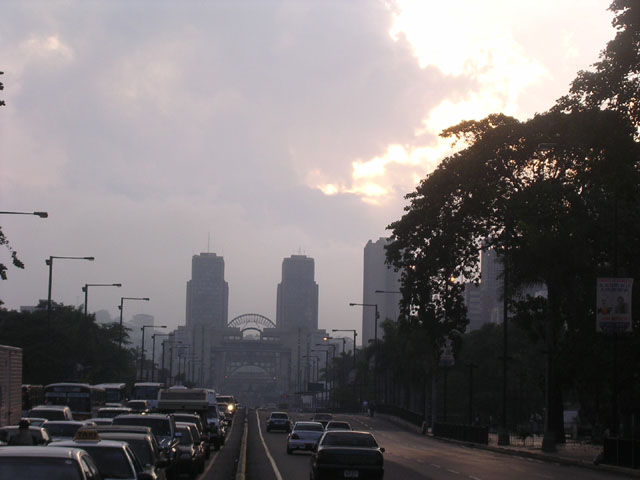
Tramonto su Caracas. Vista delle Torri del Silenzio

Complesso Centro Simón Bolívarè un complesso urbanistico che racchiude le Torri del Silenzio, le piazze Plaza Diego Ibarra, Plaza Caracas e Plaza O'leary, la urbanizzazione El Silencio e il Monumento al Libertador alla fine di Avenida Bolívar, nel centro della città
Palazzo delle Accademieè un delizioso palazzo coloniale, dove anteriormente era situato il convento di San Francesco, la Universidad Central de Venezuela e la Biblioteca Nazionale.
Teleferica di CaracasUna delle cabinovie più moderne e sicure del mondo. Nella sua traiettoria, ascende dalla città fino al Hotel Humboldt nel Cerro El Ávila.
Anauco ArribaLa casa coloniale più antica di Caracas, datata XVII secolo. È una graziosa casa di campagna, che oggi è patrimonio storico del Venezuela.
Correo de CarmelitasQuesto grazioso edificio coloniale, di stile gotico, è un esempio delle più grandi opere architettoniche del centro di Caracas, nei suoi tempi antichi.
Casa dell'OperaioAttualmente è un complesso culturale della zona di Propatria, dove si realizzano diverse attività ricreative.
Hacienda La TrinidadÈ un'architettura coloniale, icona rappresentativa del Municipio Baruta.
Casa de Campo de Guzmán BlancoNell'attualità è un patrimonio culturale totalmente recuperato dal Municipio, oggi è sede di diversi eventi ricreative della comunità di Antimano.
Casa Lorenzo MendozaÈ una casa coloniale, situata nel Centro coloniale di Caracas. Oggi vi si trova una casa di studi, una biblioteca e un museo.

### Piazze, parchi e viali

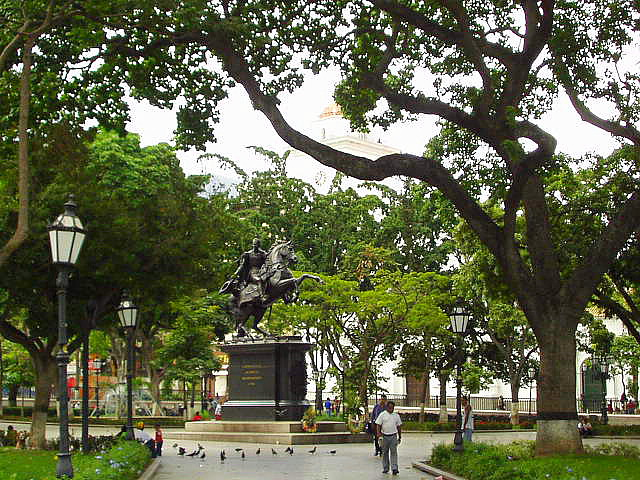
Plaza Bolívar di Caracas, la piazza principale della città

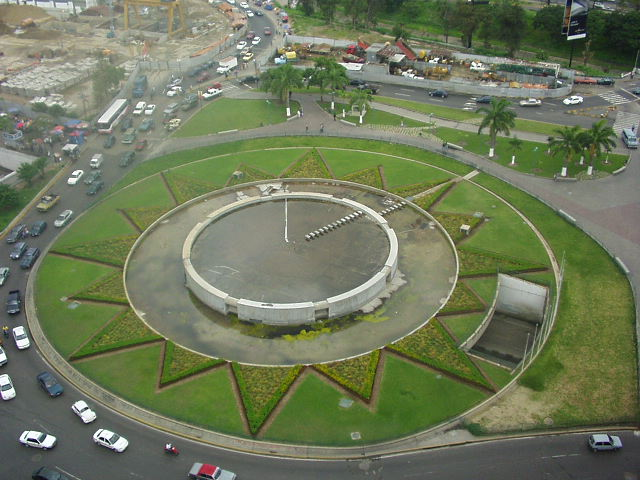
Plaza Venezuela

Plaza Bolívar di CaracasLa piazza più grande di tutta Caracas, situata nel centro della città. In questa piazza si celebra un omaggio al Libertador. Nei dintorni, si trova la Cattedrale di Caracas, il Palazzo Municipale e il Museo Sacro.
Plaza Venezuelaè un moderno viale pedonale che ospita vari monumenti, tra cui una bella fontana e alcune sculture.
Piazza O'LearyÈ una piazza situata nell'urbanizzazione El Silencio, nel pieno centro della città; ha due fontane, "Las Toninas", di Francisco Narváez.

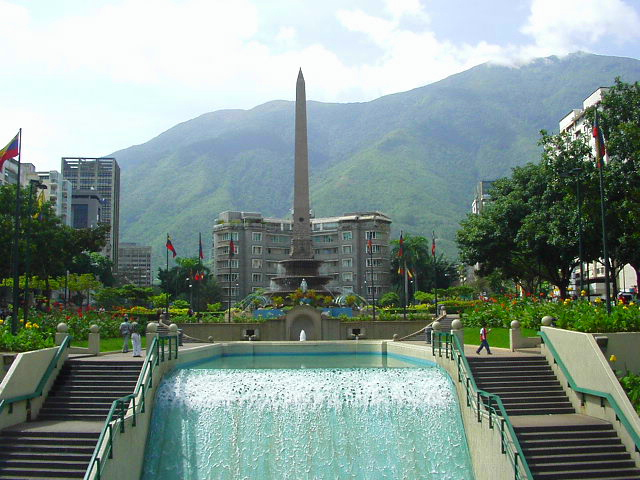
Plaza Francia nel comune di Chacao

Plaza Francia (meglio conosciuta come Plaza Altamira)La piazza più moderna della capitale, è un centro turistico, ha un imponente obelisco e graziosi giardini.
Plaza Alfredo SadelAlfredo Sadel è una delle piazze più importanti della città di Caracas, ha un'infrastruttura moderna e imponente.
Plaza Bolívar di El HatilloÈ il luogo più visitato dai turisti nel paese di El Hatillo; ha un ambiente molto tranquillo e gradevole. Al centro della piazza c'è una statua del Libertador, rappresentato in piedi guardando verso la chiesa di Santa Rosalia di Palermo.

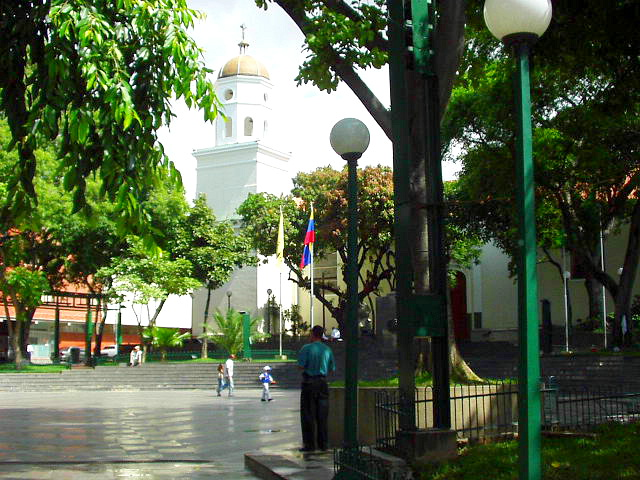
Plaza Bolívar di Chacao

Plaza Bolívar de ChacaoÈ la piazza principale del municipio Chacao, circondata dal palazzo del sindaco e dalla cattedrale della località citata.
Plaza La PastoraRappresenta un riferimento storico importante, situata nel centro storico di La Pastora, località con un'ampia tradizione nella comunità di Caracas.
Plaza San JacintoMeglio conosciuta come Plaza "El Venezolano", è una piazza situata nel centro storico della città. La piazza ha una torre centrale. Nei dintorni c'è la Cuadra Bolívar, un isolato con marciapiedi di pietra, secondo lo stile coloniale.
Plaza BélgicaGraziosi giardini e un tocco molto urbano, una delle piazze più piacevoli dell'est della città.
La Candelariaè una zona della città con settori lastricati e con i resti dei binari del tram elettrico che una volta attraversava l'area. Ha acquisito una grande fama per la sua diversità gastronomica. Lì si possono trovare eccellenti ristoranti specializzati in cucina italiana e cucina spagnola.

Paseo El CalvarioÈ un monumento del periodo guzmancista, ispirato a uno stile francese. È situato in una collina dove si trova la grande scalinata di accesso a i giardini, la Cappella "Virgen de Lourdes", l'Arco della Federazione e il monumento a Ezequiel Zamora. Nei pressi, si trova l'Osservatorio Cajigal, il più antico osservatorio astronomico e meteorologico del Venezuela.
Parco nazionale Waraira Repano (già Parco Nazionale El Ávila)È una straordinaria riserva naturale posta appena fuori del centro abitato a nord, offre le bellezze sceniche naturali della sua flora e fauna e l'imponenza turistica del paese di Galipan.
Parco Nazionale MacaraoComprende la valle dei fiumi Macarao, San Pedro e Jarillo o Las Lagunetas e occupa terreni montagnosi e terreni ondulati che fanno parte della Cordigliera della Costa.
Parque Los ChorrosL'unico parco di Caracas che presenta cascate e le sembianze di una foresta umida tropicale.
Parque Ávila MágicaUn luogo prediletto per la città. Presenta una teleferica, l'Hotel Humboldt, una pista di pattinaggio su ghiaccio e camminate di stile spagnolo, che risalgono all'epoca coloniale.
Parque Generalisimo Francisco de MirandaConosciuto popolarmente come il Parco dell'Est (Parque del Este), è stato progettato nel 1956 dal famoso architetto paesaggista brasiliano Roberto Burle Marx, completato in cinque anni e inaugurato dal presidente Rómulo Betancourt nel 1961. È un luogo prediletto per gli amanti del jogging di Caracas, con aree verdi, un piccolo zoo, laghetti fra gli alberi, una laguna artificiale e le sue svariate attrazioni ricreative come il planetario Humboldt, il terrarium e la replica della famosa barca de Miranda il Leander (sostituta della nao Santa Maria di Cristoforo Colombo). Abbandonato all'incuria per molti anni, è stato recuperato a partire dagli anni 2000 per ripristinare i suoi importanti giardini tematici dedicati a specie autoctone.
Parque de Recreación Ali Primera (prima Jóvito Villalba)Meglio conosciuto come il Parque del Oeste (Parco Occidentale), uno spazio ricreativo per tutti gli abitanti di Caracas che vivono nel lato Ovest della città, campi sportivi, giochi infantili, una laguna artificiale, un anfiteatro, ecc. tutto ciò all'interno dei suoi spazi verdi.
Parque Los CaobosÈ uno dei parchi più antichi della città, e viene usato molte volte da sportivi e atleti che fanno uso delle installazioni per allenarsi.
Giardino Botanico di CaracasNegli spazi della Città Universitaria il giardino botanico costituisce una delle principali riserve di fauna di Caracas e preserva la qualità dell'ambiente dell'area della capitale.
Parco Zoologico CaricuaoLo zoo di Caricuao mostra una grande varietà do animali Africani e Americani. Quello che rende speciale il parco è che alcuni animali sono liberi di muoversi liberamente tra i visitatori.
Parque Zoológico El PinarEl Pinar è uno dei parchi preferiti dai bambini, per la varietà di animali e per la sua zona di contatto. È una oasi in piena città. Presenta una zona speciale dove si possono ammirare differenti specie di farfalle.
Parque Cuevas del IndioÈ un parco ubicato in una montagna a sud della città. Ha una vegetazione rocciosa caratteristica delle grotte naturali, possiede numerosi sentieri e una fornace di calce.
Parco Lagunita Country ClubUn complesso ricreativo che possiede deliziose aree verdi, è il campo da golf più grande del Venezuela.

## Società

### Criminalità

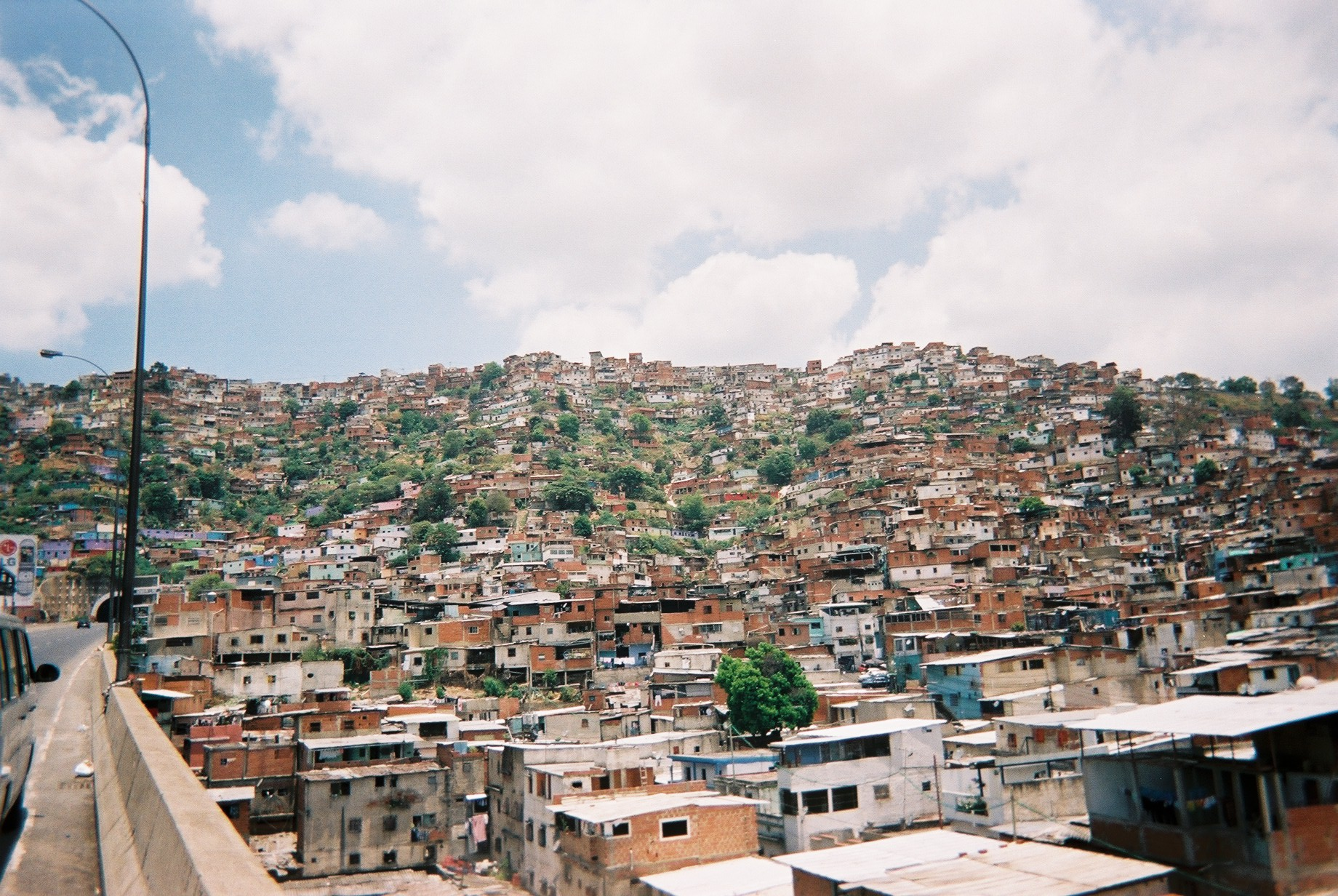
Uno dei numerosi barrios (slums) di Caracas

Caracas è una città con gravi problemi di criminalità, come si desume dall'altissimo tasso di omicidi.
Una statistica del 2010 afferma che il tasso di omicidi ogni 100 000 abitanti per la città di Caracas è di 233 all'anno. Questo significa che, con quasi 7 000 omicidi annui (19 al giorno di media), la città avrebbe il numero maggiore di omicidi al mondo, in assoluto e pro-capite.
Nel corso degli ultimi anni Caracas avrebbe così superato in questo non lusinghiero primato altre città dell'America Latina protagoniste della cronaca nera, come Tijuana (73/105), Bogotà (ridotta da 80 a circa 25/105), Città del Messico, Rio de Janeiro superando le più violente città degli Stati Uniti d'America, come Detroit o New Orleans dove la tendenza è contraria. Queste statistiche includono ogni tipo di crimine: omicidio passionale, rapina, sequestri falliti, conflitti tra bande, crimine politico, atti terroristici, azioni maldestre della polizia, e molto spesso non includono i decessi a lungo termine causati da atti violenti e i crimini commessi in carcere. A titolo di raffronto, la città più violenta dell'Europa occidentale, Lisbona, ha un tasso di omicidi che nel 2003 non arrivava a 10/105 per anno.

### Incendi forestali

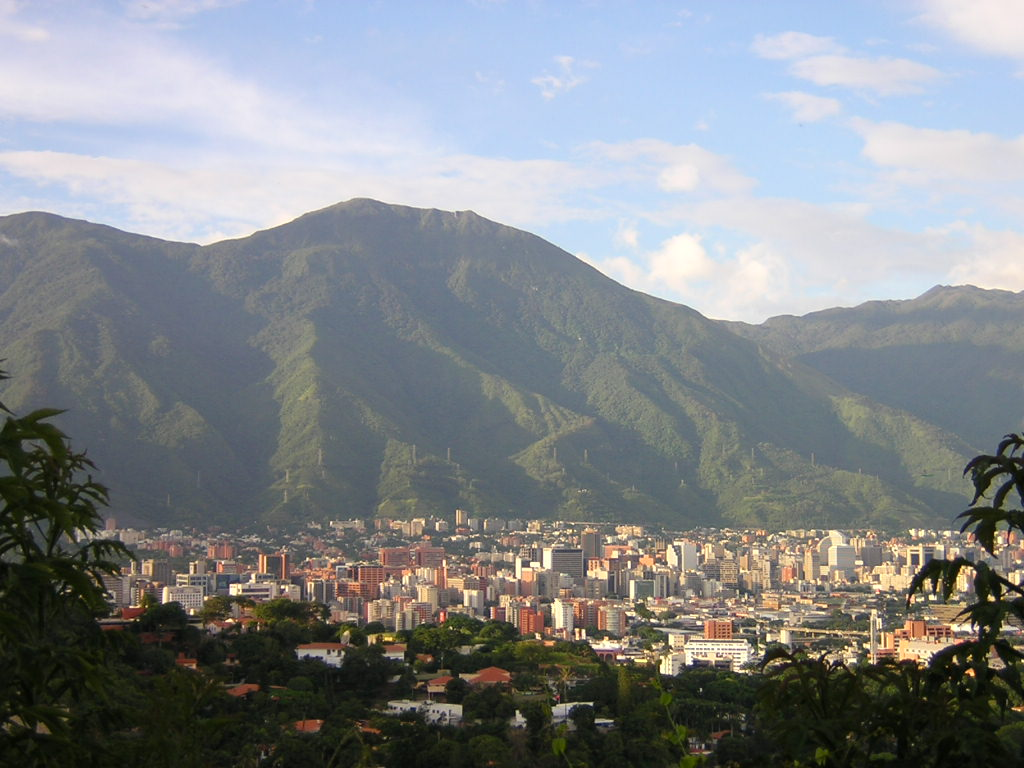
Vista di Altamira e sullo sfondo il Cerro El Ávila

Nella Sierra del Ávila si verificano incendi durante la stagione secca. Le enormi proporzioni di questi incendi si devono alle forti pendenze (che favoriscono la propagazione verso l'alto delle fiamme) e alla secchezza della vegetazione, non solo per la scarsità di pioggia, ma anche perché l'intensità della radiazione solare è massima nei versanti sud delle colline. Questi incendi sono praticamente tutti dolosi e di solito iniziano nei pressi dell'Avenida Boyacá (conosciuta popolarmente come "Cota Mil", dato che questa strada è alta esattamente mille metri sul livello del mare).

## Cultura
A Caracas è nato lo scultore Elias Crespin. 

### Istruzione

#### Università
- Università Centrale del Venezuela
- Universidad Católica Andrés Bello
- Universidad Metropolitana

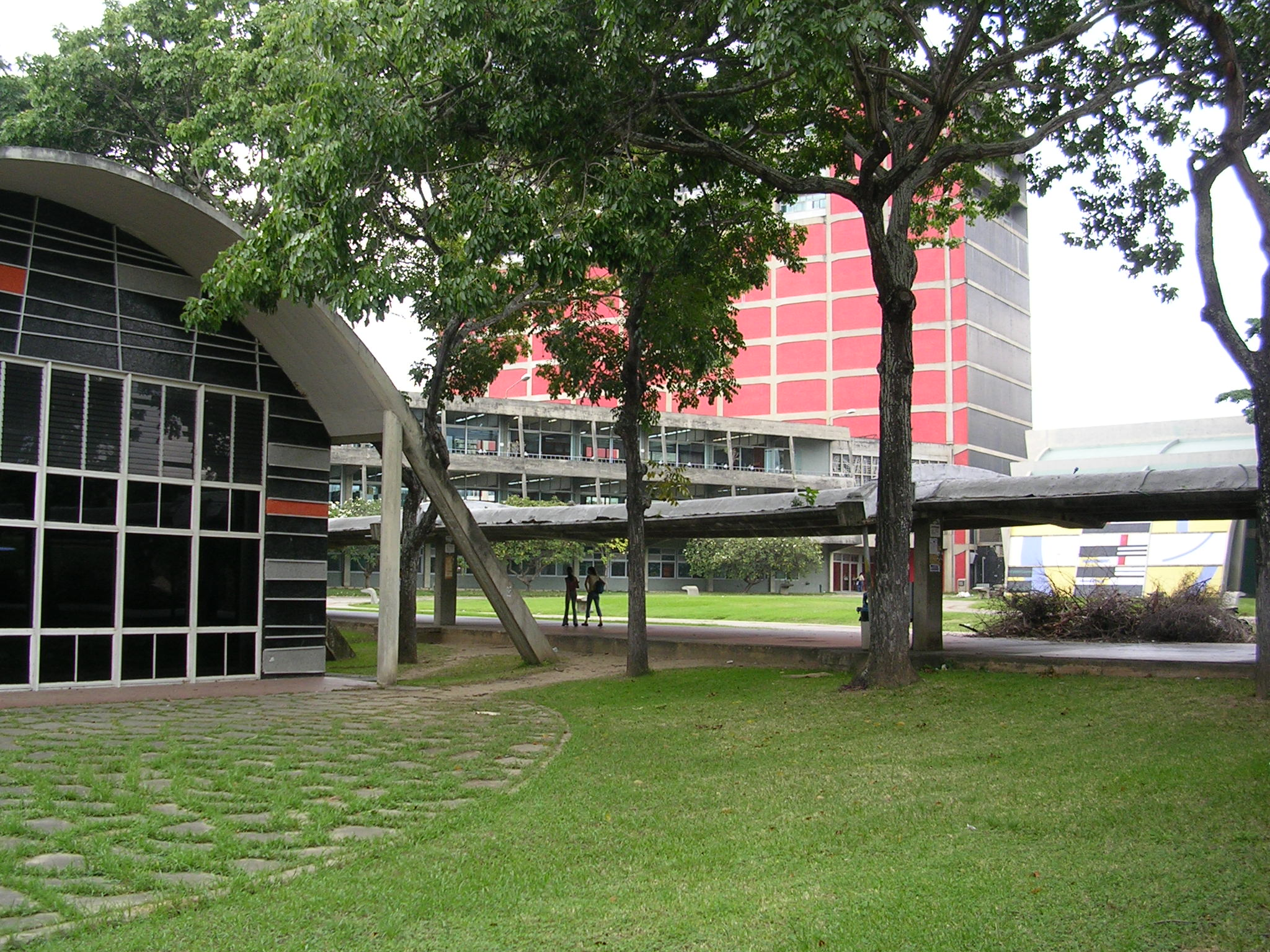
Vista dell'Università Centrale del Venezuela, Caracas

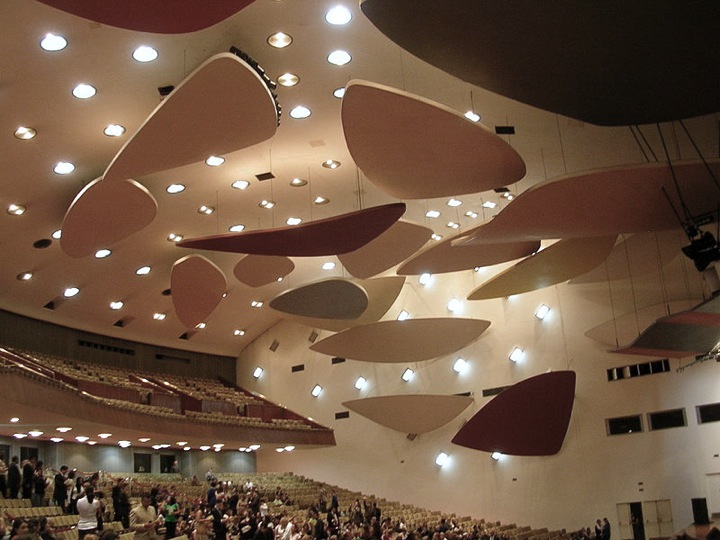
Aula Magna della Universidad Central de Venezuela

- Universidad Nacional Experimental Simón Rodríguez
- Università Simón Bolívar
- Universidad Santa Maria
- Universidad José María Vargas
- Universidad Monteavila
- Universidad Nueva Esparta
- Universidad Experimental Politécnica Antonio José de Sucre (Vicerrectorado Luis Caballero Mejías)
- Universidad Pedagógica Experimental Libertador (IPC)
- Universidad Alejandro de Humboldt
- Universidad Bolivariana de Venezuela
- Universidad Santa Rosa

### Tradizione sportiva
A Caracas, così come in tutto il territorio nazionale venezuelano, lo sport più popolare per tradizione e quantità di giocatori praticanti è il baseball. La principale squadra di professionisti è Leones del Caracas, che disputa le partite nello Stadio Monumentale di Caracas Simón Bolívar, che potendo ospitare 40.000 spettatori è lo stadio più grande del Venezuela.

## Geografia antropica

### Urbanistica

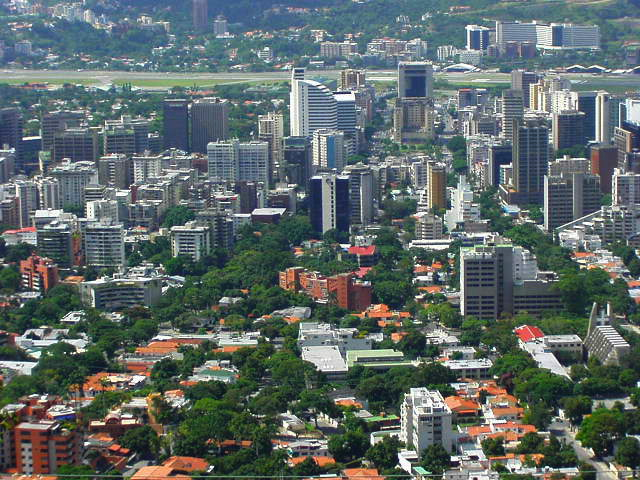
Est della città

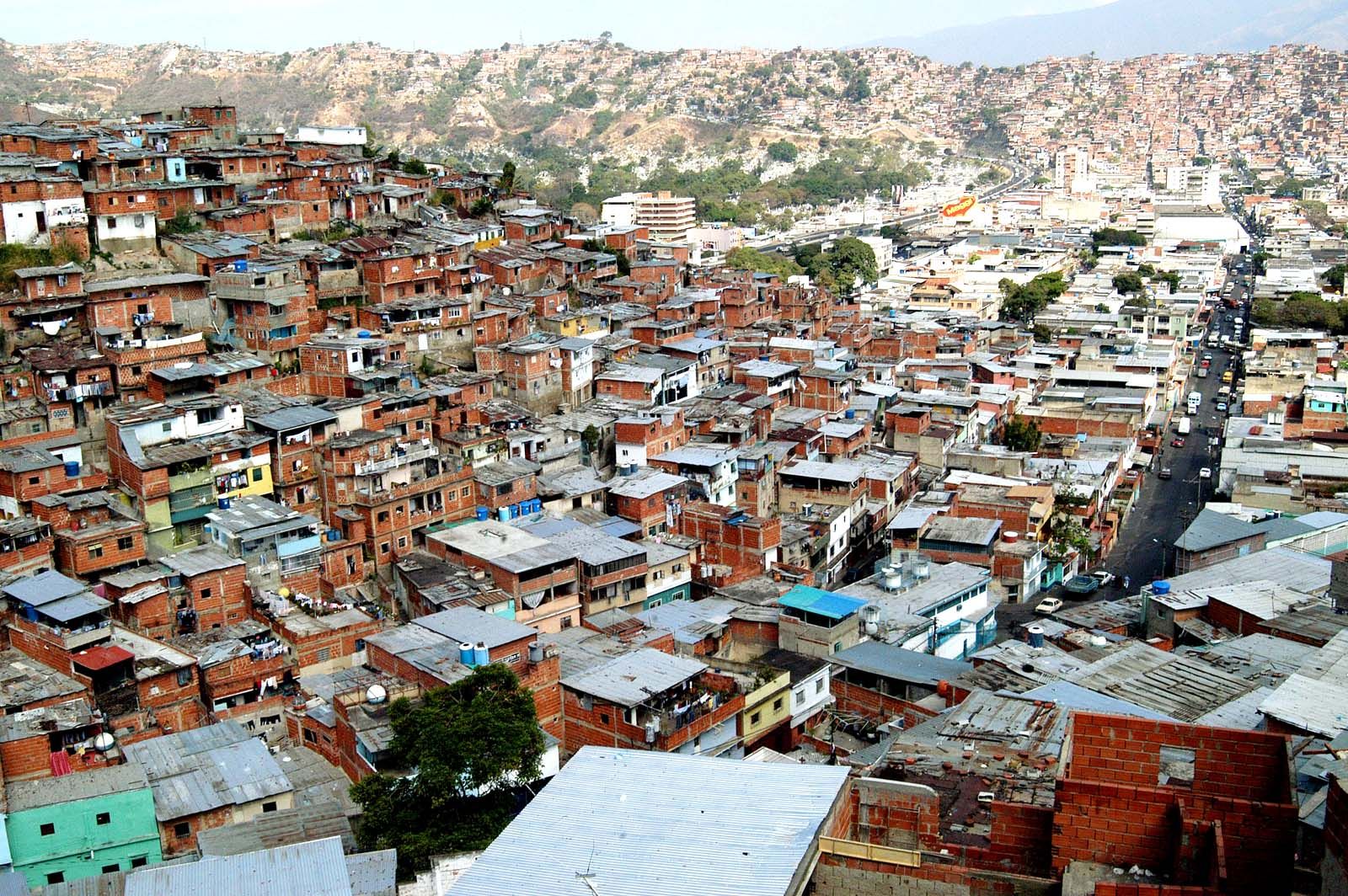
Case abusive autocostruite, chiamate Ranchos o Barrios (slums, bidonvilles, baraccopoli in italiano), situate nel comune di Libertador

Caracas ha alcune caratteristiche in comune con altre città latinoamericane, come Bogotà o Rio de Janeiro. Densamente popolata e con uno spazio limitato perché circondata da montagne, è cresciuta in senso verticale.
Gli alti edifici di uffici e appartamenti occupano gran parte della città. Il cuore finanziario di Caracas si trova ad El Rosal, nel comune di Chacao, dove abbondano i grattacieli ed edifici multipiano; qui hanno la propria sede importanti imprese nazionali e internazionali. Sempre in centro vi hanno sede importanti banche come il Banco Mercantil, Banco Provincial e il Banco de Venezuela, tre dei quattro più importanti istituti di credito del Paese, oltre al Banco Central de Venezuela.
Un altro aspetto molto rilevante è la quantità di persone che vivono nei cerros (colline), estesi "barrios" (quartieri) situati sulle montagne prossime alla città.
A Caracas, la parola "barrio" si utilizza per indicare queste grandi zone dove le case e i servizi pubblici sono precari. Queste case sono i ranchos, le "chabolas" (baraccopoli), costruite senza nessuna pianificazione ufficiale, con deficienze e a volte con materiali poco adeguati.
I barrios coprono la maggior parte delle montagne che circondano la città, segnando così una enorme e disumana differenza di tenore e qualità della vita tra coloro i quali (i ceti più ricchi, imprenditori capitalisti) vivono nel centro e chi (i ceti meno abbienti, fascia operaia e lavoratrice) vive nelle colline delle periferie e nelle altre aree - geomorfologicamente pianeggianti - di degrado urbano.
Ci sono quartieri poveri anche nel centro della città, insieme a quartieri residenziali di classe media o alta. I problemi sociali e di criminalità che ciò comporta sono evidenti.
Alcuni architetti hanno notato la capacità di crescita che ha avuto la città nonostante le barriere naturali imposte dalla geografia, dalla geomorfologia e dall'orografia del territorio. Alcune zone della città hanno un tracciato regolare, ereditato dalla colonia o sviluppato durante i progetti urbanistici del XX secolo. Altre zone, forse la maggior parte, non hanno questa regolarità, di nuovo, a causa della geomorfologia e dell'orografia dell'area che ospita la città.

### Organizzazione politico-amministrativa
L'area metropolitana è amministrata da un ente, il Distretto Metropolitano di Caracas (Alcaldía Metropolitana de Caracas), erede dell'antico governo del Distretto Federale, che ha un suo sindaco (alcalde mayor) e possiede autorità coordinativa su cinque comuni, Baruta, Chacao, El Hatillo, Libertador, e Sucre, governati a loro volta dai rispettivi sindaci.
L'area metropolitana di Caracas riconosciuta dal Distretto Metropolitano è circondata da altri comuni situati nei settori periferici di: Altos Mirandinos (Carrizal, Guaicaipuro e Los Salias), la valle Guarenas-Guatire (Plaza e Zamora) e Los Valles del Tuy (Santa Teresa, Santa Lucía, Cúa, Charallave, Yare, e Ocumare del Tuy), che appartengono agli stati di Miranda e Vargas (un tempo parte integrante del Distretto Federale con il nome di Municipio Vargas).
Questi comuni fungono da città dormitorio e centri di espansione della capitale, ma non hanno con essa alcuna attinenza amministrativa. Cionondimeno si comprende anche questi, quando si definisce l'area metropolitana della capitale venezuelana con il nome di "Gran Caracas".

#### Settori della città

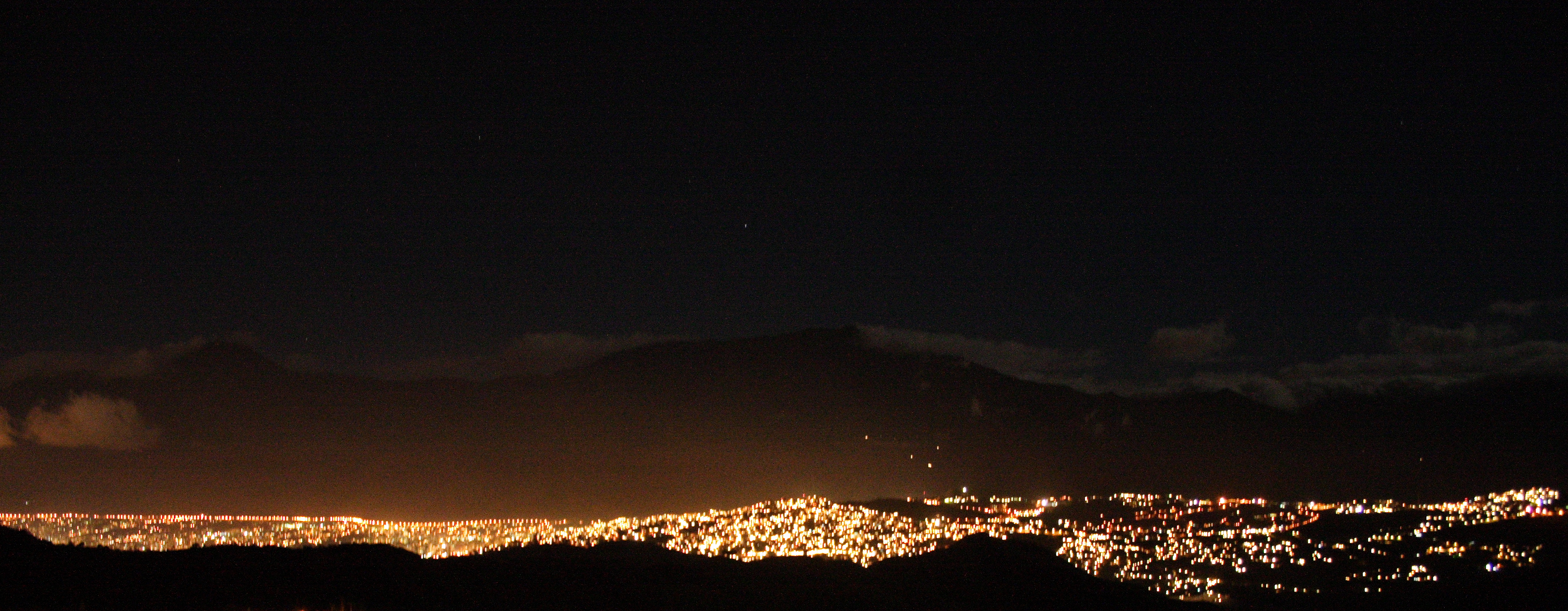
Vista panoramica di Caracas di notte

| Nordovest      | Catia · 23 de Enero · Propatria · Lomas de Urdaneta · Casalta El Atlántico · Caño Amarillo · Los Magallanes de Catia · Alta Vista · Ruperto Lugo · Lídice · Gramoven · Manicomio |
| Centro storico | El Silencio · Capitolio · La Hoyada · Altagracia · La Pastora · Cotiza · Quinta Crespo · Guaicaipuro · La Candelaria |
| Sudovest       | Artigas · Vista Alegre · Bella Vista · Colinas de Vista Alegre · La Yaguara · Zona Industrial de la Yaguara · El Algodonal · Carapa · Antímano · Washington · Las Fuentes · El Paraíso · El Pinar · La Paz · Montalbán · Juan Pablo II · La Vega · Las Adjuntas · Caricuao · Mamera                                                                      |
| Centro         | El Conde · Parque Central · San Agustín del Sur · San Agustín del Norte · Simón Rodríguez · Maripérez · La Colina · Las Palmas · Las Lomas · San Rafael · Los Caobos · Quebrada Honda · San Bernardino · La Campiña · La Florida · Alta Florida · Chapellín · Los Cedros · El Bosque · Chacaíto · Sabana Grande · Bello Monte                            |
| Sud            | Cementerio · Los Carmenes · Los Castaños · Prado de María · La Bandera · Las Acacias · Colinas de las Acacias · Los Rosales · Valle Abajo · Los Chaguaramos · Ciudad Universitaria · Santa Mónica · Colinas de Santa Mónica · Colinas de Bello Monte · Cumbres de Curumo · El Valle · Los Jardines de El Valle · Coche · Delgado Chalbaud · La Rinconada |
| Centro-Est     | Country Club · El Pedregal · San Marino · Campo Alegre · Chacao · Bello Campo · El Rosal · El Retiro · Las Mercedes · Tamanaco · Chuao · Altamira · Los Palos Grandes · La Castellana · La Floresta · Santa Eduvigis · Sebucán · La Carlota · Santa Cecilia · Campo Claro · Los Ruices · Montecristio · Los Chorros · Los Dos Caminos                    |
| Estremo Est    | Boleíta · Los Cortijos · La California · Horizonte · El Marques · La Urbina · Petare · El Llanito · Macaracuay · La Guairita · Caurimare · El Cafetal · San Román · Santa Rosa · San Luis · Santa Sofía · Santa Paula · Santa Inés · Los Pomelos · Palo Verde · Petare                                                                                   |
| Sudest         | Valle Arriba · Santa Fe · Los Campitos · Prados del Este · Alto Prado · El Peñon · Baruta · Piedra Azul · La Trinidad · La Tahona · Monterrey · Las Minas · Cerro Verde · Los Naranjos · La Boyera · Alto Hatillo · El Hatillo · Los Geranios · La Lagunita · El Placer · El Guayabao · El Volcán · La Unión · Sartanejas                                |

## Economia
La città di Caracas, grazie alla sua condizione di capitale del Venezuela, è sede di numerose imprese di servizi, banche, centri commerciali, hotel, tra gli altri. La sua attività è quasi al 100% composta da terziario, eccetto alcune industrie stabilitesi nella sua area metropolitana, principalmente a Los Cortijos, a est della città, e a La Yaguara, a ovest.
La capitale è anche sede della Borsa Valori di Caracas Bolsa de Valores de Caracas, incaricata di operazioni di compravendita di strumenti autorizzati per la negoziazione in borsa.
È anche la principale sede di Petróleos de Venezuela (PDVSA) che è la principale impresa del Paese, qui si negoziano tutti gli accordi internazionali per la distribuzione ed esportazione del petrolio all'estero.

### Centri commerciali

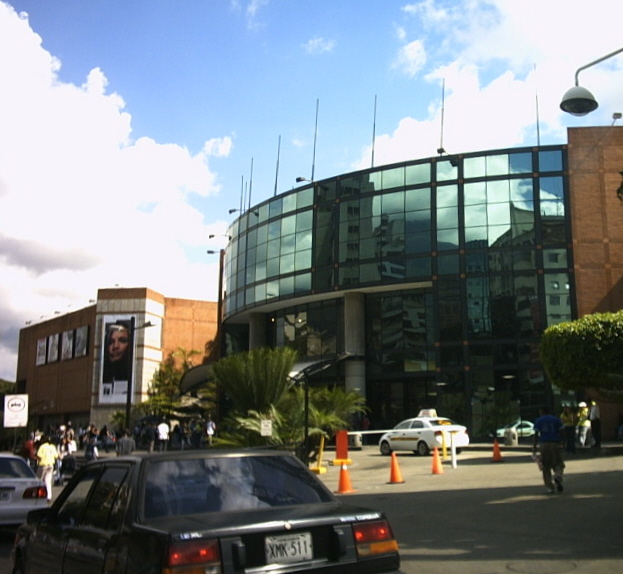
Centro commerciale Sambil a Chacao

Caracas ha i centri commerciali più importanti del paese e tra i principali dell'America Latina. A Caracas i centri commerciali, specie quelli più grandi, sono una garanzia di sicurezza sia per i commercianti che per gli utenti, ragion per cui ne sorgono continuamente di nuovi ed aggregano al loro interno attività sempre più disparate. Tra i più importanti si segnalano il Centro Comercial Sambil, il più grande dell'America Latina come superficie commerciale, con oltre 500 negozi, cinema, banche, ristoranti, ecc., e il C.C.C.T. o Centro Comercial Ciudad Tamanaco, il primo della città e il più grande dell'America Latina per superficie totale, dalla caratteristica forma a piramide rovesciata. Fra gli altri si segnalano poi: il C.C. El Recreo, il C.C. San Ignacio, il C.C. El Tolón Fashion Mall (a Las Mercedes nel comune di Baruta), il C.C. Millennium (a Los Dos Caminos nel comune di Sucre), il C.C. Concresa, il C.C. Paseo Las Mercedes, il C.C. Manuelita Saenz, il C.C Macaracuay Plaza, il C.C. El Hatillo, il C.C. Chacaíto, il C.C. Sambil Candelaria, il C.C. Unicentro El Marqués, il Centro Plaza, il C.C. Plaza Las Americas I e II, il C.C. Los Proceres, il C.C. Los Naranjos e il C.C. Líder.

## Infrastrutture e trasporti

### Autostrade e strade principali
La maggiore concentrazione di reti viarie del paese si trova nella regione di Caracas e nelle sue adiacenze. Con una grande rete di autostrade e strade principali nel Distretto Metropolitano e vie urbane, suburbane e interurbane, la rete viaria di Caracas si è convertita in un grande centro di comunicazione tra l'occidente, l'oriente e il centro del paese. Questo ruolo non è molto vantaggioso per una città satura di popolazione e veicoli di ogni tipo che provengono sia dalla città stessa che dalla sua zona di influenza immediata (Vargas, El Tuy, Guarenas-Guatire, Altos Mirandinos) e da altre zone del paese.

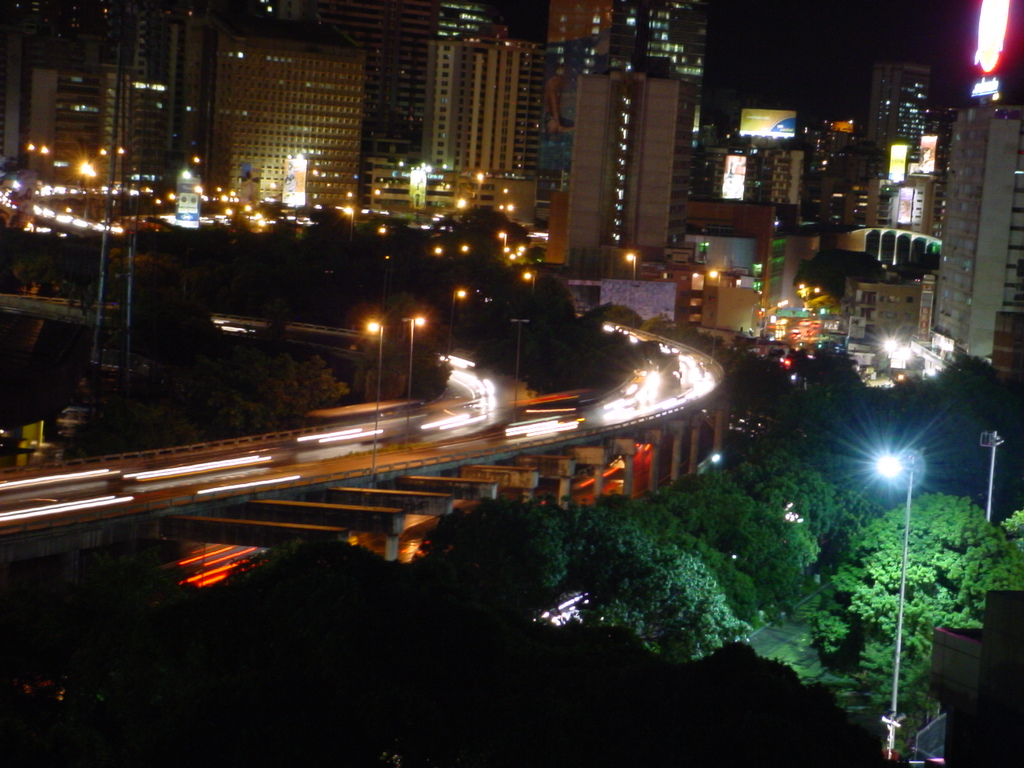
Autostrada di Caracas, vicino a Plaza Venezuela

Attualmente è in costruzione una strada che collegherà l'autostrada regionale del Centro (al km 31) con l'autostrada Gran Mariscal de Ayacucho (settore Kempis), con lo scopo di decongestionare la città di Caracas e le vicine Guarenas e Guatire, così che i veicoli che vadano da oriente a occidente e viceversa non abbiano la necessità di entrare in città.

### Sistema di metropolitane e ferrovie

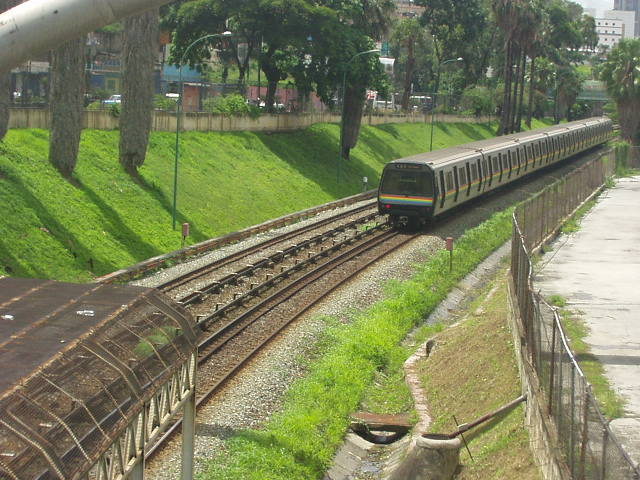
Stazione Agua Salud della Metropolitana di Caracas

La città possiede un moderno sistema di trasporto sotterraneo, la "Metropolitana di Caracas", che copre la zona centrale della città e che si estende alla città di Los Teques (capitale del Miranda), unendola al sistema Metro de los Teques. Entrambi sono gestiti dalla compagnia "C.A. Metro de Caracas" (Cametro). Al momento della sua inaugurazione, nel 1983, fu considerato come uno dei sistemi più moderni dell'America e del mondo. Attualmente, è costituito da quattro linee di metro e sono in costruzione estensioni delle stesse. È in progetto la costruzione di un sistema di metro verso le città di Guarenas e Guatire.
Oltre alla metropolitana, si trovano le stazioni costruite dall'Instituto Autónomo Ferrocarriles del Estado (IAFE). Questo è il sistema di treni tra Caracas e l'area di Tuy Medio che unisce la città con le cittadine delle Valli del Tuy (Charallave, Santa Lucía, Ocumare, Santa Teresa, Yare e Cúa) ed ha come punto iniziale la stazione ferroviaria di Caracas, che si trova a La Rinconada, dove è sita la stazione finale della linea 3 della metropolitana di Caracas. La linea ferroviaria forma parte del Sistema Ferroviario Central del Venezuela.

### Porti e aeroporti

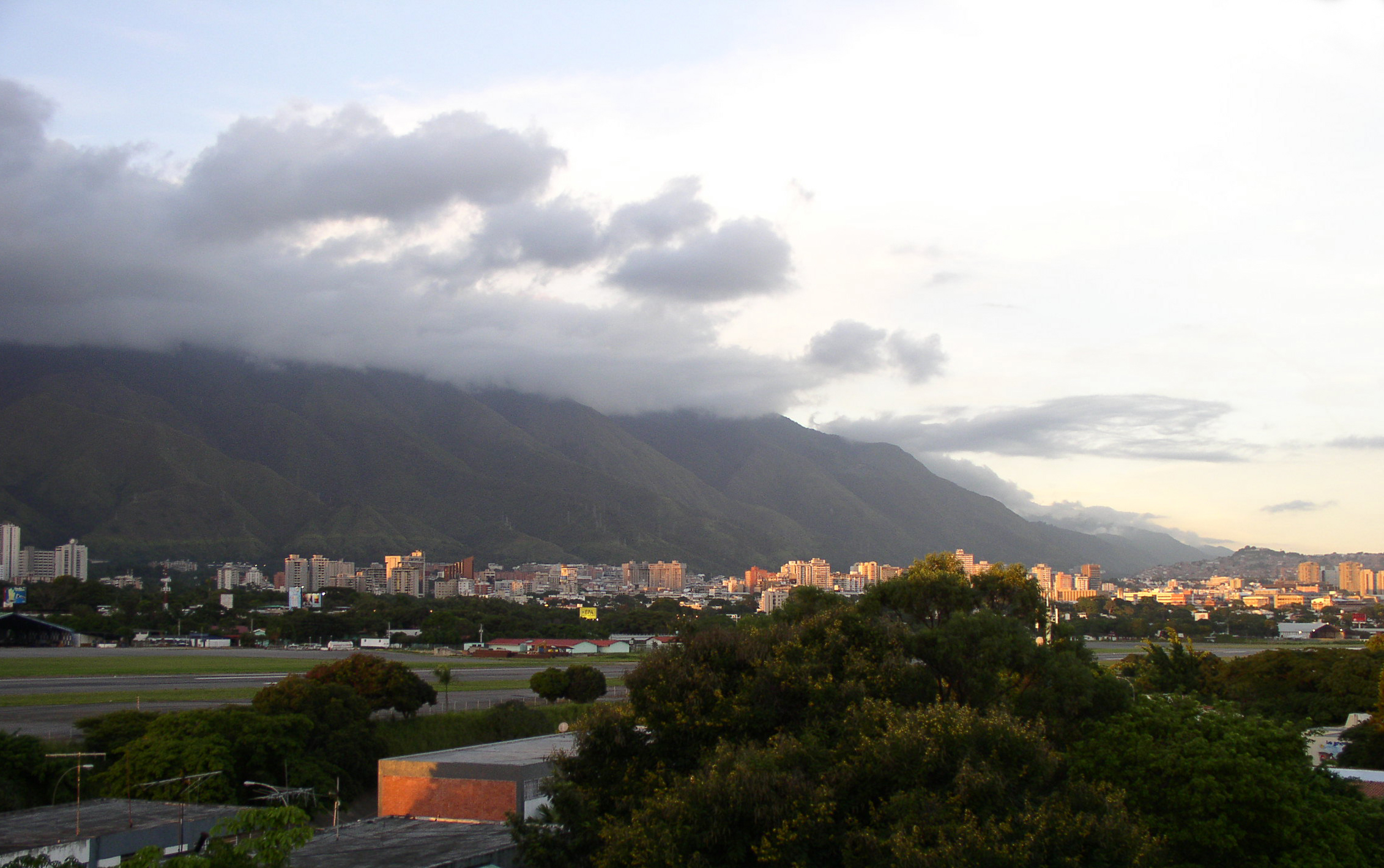
Base aerea Generalísimo Francisco de Miranda, a La Carlota e il Parco nazionale Waraira Repano sullo sfondo

Caracas ha il principale aeroporto del Venezuela, a circa 20 chilometri di distanza, nella cittadina di Catia La Mar, antica parrocchia di Maiquetía. L'Aeropuerto Internacional de Maiquetía Simón Bolívar è uno dei punti di connessione più importanti dell'America meridionale. Inoltre ci sono tre aeroporti di minore importanza. Uno di loro, la Base Aérea Generalísimo Francisco de Miranda, conosciuta come Aeropuerto de La Carlota, è dedicata a voli privati e militari. Gli altri due aeroporti privati sono l'Aeroporto Metropolitano di Ocumare del Tuy e l'Aeroporto Caracas Oscar Machado Zuloaga di Charallave.
Nella città di La Guaira si trova il porto omonimo, il più importante del paese. È da segnalare che a partire da febbraio 2006 la strada che collega Caracas con La Guaira ha subito danni in uno dei suoi ponti, e ci sono forti ritardi nel traffico da e per il porto e l'aeroporto.

### Trasporto pubblico terrestre
La Metropolitana di Caracas è integrata da una rete di trasporto superficiale, il cosiddetto sistema Metrobús, che mette in comunicazione le zone della città non servite dalla metro. Il sistema di autobus non copre tutta la città e ci sono forti critiche sulla sua lentezza. Perciò, il sistema di trasporto pubblico è basato sulle camioneticas, piccoli autobus che percorrono tutta la città e sono di solito rapidi ed efficienti. Senza dubbio, il sistema dei minibus è accusato da alcuni di essere caotico e di essere l'origine di gran parte dei problemi di circolazione della città, in quanto non rispettano le zone riservate alla salita e alla discesa dei passeggeri. Al giorno d'oggi il sistema dei minibus ha sostituito quasi totalmente i vecchi autobus non affiliati alla Metropolitana, che ancora coprono alcuni tragitti.
Le zone scarsamente urbanizzate e con topografia irregolare, i cosiddetti "cerros", sono serviti da un sistema di jeep, veicoli spartani con capacità per otto o dieci persone. Evidentemente, il sistema è limitato, precario e insufficiente per la popolazione che serve; è uno dei problemi che affliggono più direttamente le persone che vivono in queste zone. La metro di Caracas è collegato alla stazione La Rinconada e alla stazione ferroviaria "Libertador Simón Bolívar".
Recentemente, il Sindaco del Municipio Libertador ha annunciato lo sviluppo e l'attivazione di un sistema di autobus rapidi, denominato BusCaracas, che consisterà in unità di filobus che percorreranno la città dal nordest al sud. Il piano, disegnato originariamente nel 2001, prevede una lunghezza di sei chilometri e un costo di cinquantuno milioni di dollari.
Attualmente, si stima che il sistema trasporterà approssimativamente centomila passeggeri al giorno. Inizierà al "Mercado de las Flores", passando per San José, la Avenida Fuerzas Armadas, La Hoyada, Nuevo Circo, San Agustín, Helicoide, Cementerio, Prado de María, Roosevelt, Los Laureles, fino ad arrivare al Terminal La Bandera.
L'installazione di questo mezzo di trasporto nella città è basata principalmente sull'esperienza del TransMilenio di Bogotà, e suppone un accordo previo con la società di metropolitana di Caracas.

### Trasporto terrestre interno
Ci sono tre terminali per passeggeri, che fanno rotta verso l'interno del Paese in autobus o treni interregionali.
- Per la Regione Orientale: il Terminal de Pasajeros de Oriente
- Per la Regione Occidentale e Los Llanos: il Terminal de La Bandera
- Per le "città dormitorio" situate nello Stato Miranda (Charallave, Santa Lucía, Santa Teresa, Cúa, Ocumare del Tuy, Los Teques, San Antonio, Carrizal, Paracotos, Guarenas, Guatire, Caucagua, Río Chico, Higuerote, etc.): il Terminal del Nuevo Circo ó La Hoyada.
- Per Santa Lucía, Santa Teresa, Guarenas, Guatire, Caucagua, Río Chico, Higuerote, etc.: il terminal de La Urbina (serve da sfogo al collassato terminal del Nuevo Circo ó La Hoyada).
- Per la Guaira e l'Aeroporto Internazionale Simón Bolívar: Terminal de Buses y Taxis Parque Central
- Inoltre esiste anche una stazione ferroviaria, "Libertador Simón Bolívar", che mette in comunicazione col la regione delle valli del Tuy (Charallave, Santa Lucía, Ocumare, Santa Teresa, Yare e Cúa).
- Esistono inoltre vari terminal privati con destinazioni fisse.

## Amministrazione

### Gemellaggi
- Andorra La Vella
- Istanbul
- Madrid
- Minsk
- New York
- San Francisco
- Honolulu
- San Juan[17]
- San Paolo
- Toronto
- Cluj-Napoca
- Napoli